# Lauritz Mikkelsen
Lauritz Martin Mikkelsen, född 25 februari 1879 på Erikslund, Ekeby socken, Malmöhus län, död 1966, var en dansk-svensk målare och tecknare.  
Han var son till arrendatorn på Erikslunds gård Sören Mikkelsen och Else Larsen. När hans far utnämndes till uppsyningsman i Köpenhamn flyttade familjen åter till Danmark 1880. Mikkelsen studerade vid Köpenhamns Tekniske skole och vid den Det Kongelige Danske Kunstakademi i Köpenhamn 1895-1900. Som född i Sverige var han svensk medborgare men han beviljades danskt medborgarskap 1897. Under långa vistelser på Fyn målade han skildringar från lantbruksarbete och hästar i arbete och rörelse. Han köpte 1910 en gård på södra delen av Fyn i Saltofte där han inredde en ateljé och kunde leva i en självpåtagen avskildhet. Separat ställde han ut ett tiotal gånger i Köpenhamn och under perioden 1901-1942 medverkade han så gott som årligen i samlingsutställningarna på Charlottenborg. Hans konst består huvudsakligen av djurskildringar utförda i olja. Mikkelsen är representerad vid Statens Museum for Kunst, Fyns Stiftsmuseum, Aalborg museum och Randers museum.